# Corinna Kuhnle
Corinna Kuhnle (Vienna, 4 luglio 1987) è una canoista austriaca, specializzata nello slalom.
Ha partecipato a due edizioni dei giochi olimpici estivi (2012 e 2016) e ha vinto due mondiali consecutivi nella categoria K1.

## Palmarès
- Mondiali - Slalom

Penrith 2005: bronzo nel K1 a squadre.
Tacen 2010: oro nel K1.
Bratislava 2011: oro nel K1.
Deep Creek Lake 2014: argento nel K1 a squadre.
Pau 2017: argento nel K1 a squadre.
- Europei - Slalom

Tacen 2005: bronzo nel K1 a squadre.
Bratislava 2010: argento nel K1.
La Seu d'Urgell 2011: argento nel K1 a squadre.
Tacen 2017: oro nel K1.